# Zinko-uhlíkový článek

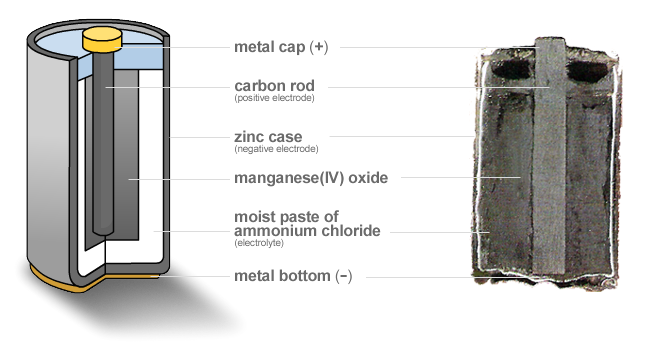
Řez zinko-uhlíkovým článkem

Zinko-uhlíkový článek je druh primárního (nelze ho nabíjet) galvanického článku využívaný jako jednorázový zdroj elektrické energie. Společně se zinko-chloridovým článkem bývá označován jako „suchý článek“, který má jmenovité napětí 1,5 V. Označovány bývají jako „general purpose“ (obecné použití) pro nejrůznější malá elektrická zařízení. Díky nízké ceně se hodí pro krátkodobější napájení zařízení s větším odběrem (na rozdíl od alkalického a lithiového článku). Objeveny byly v roce 1886 a v roce 2011 měly v EU na trhu podíl 18 %. Nevýhodou zinkového článku je, že po opotřebování z něj může začít vytékat kyselina, která může zařízení nevratně poškodit.

## Historie

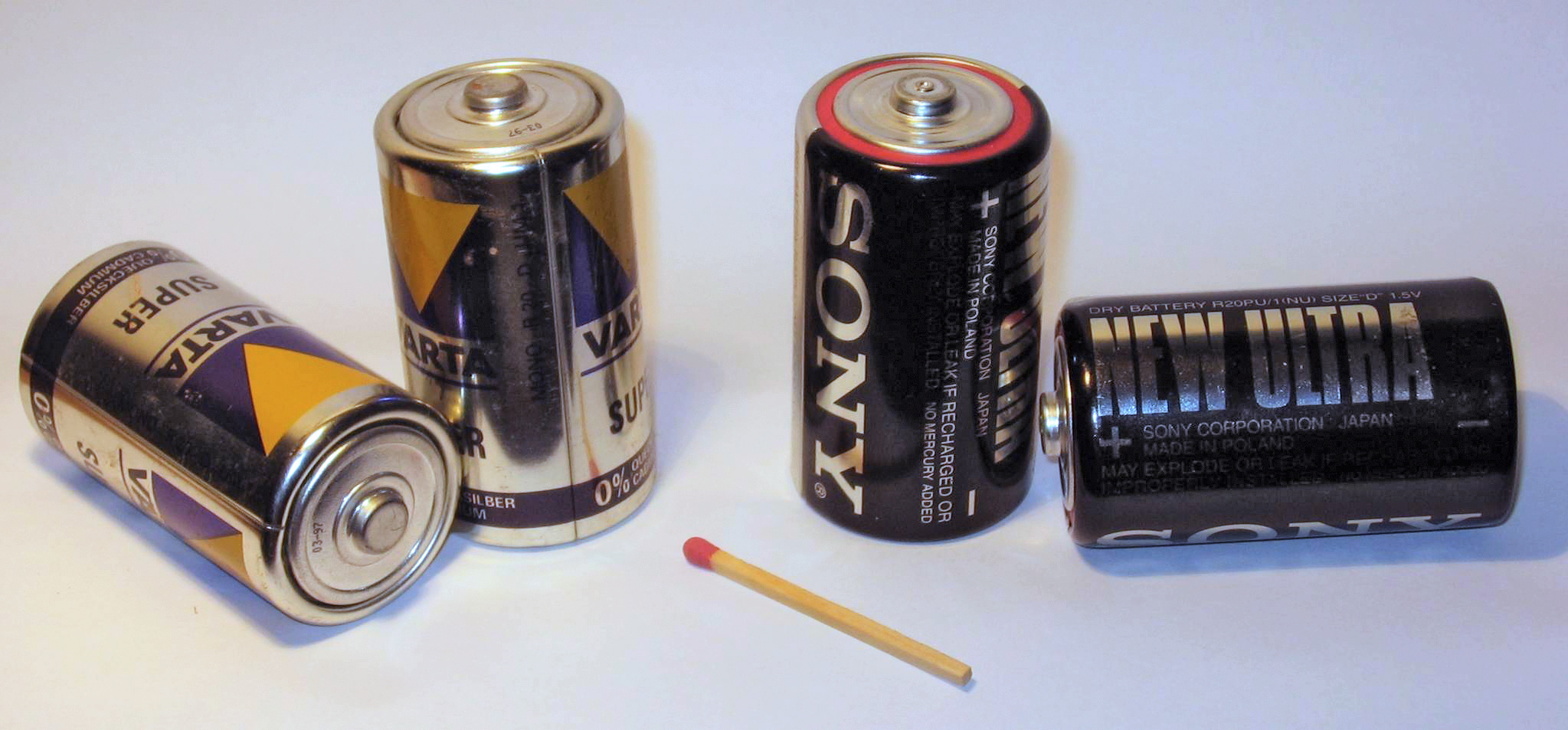
Baterie R20

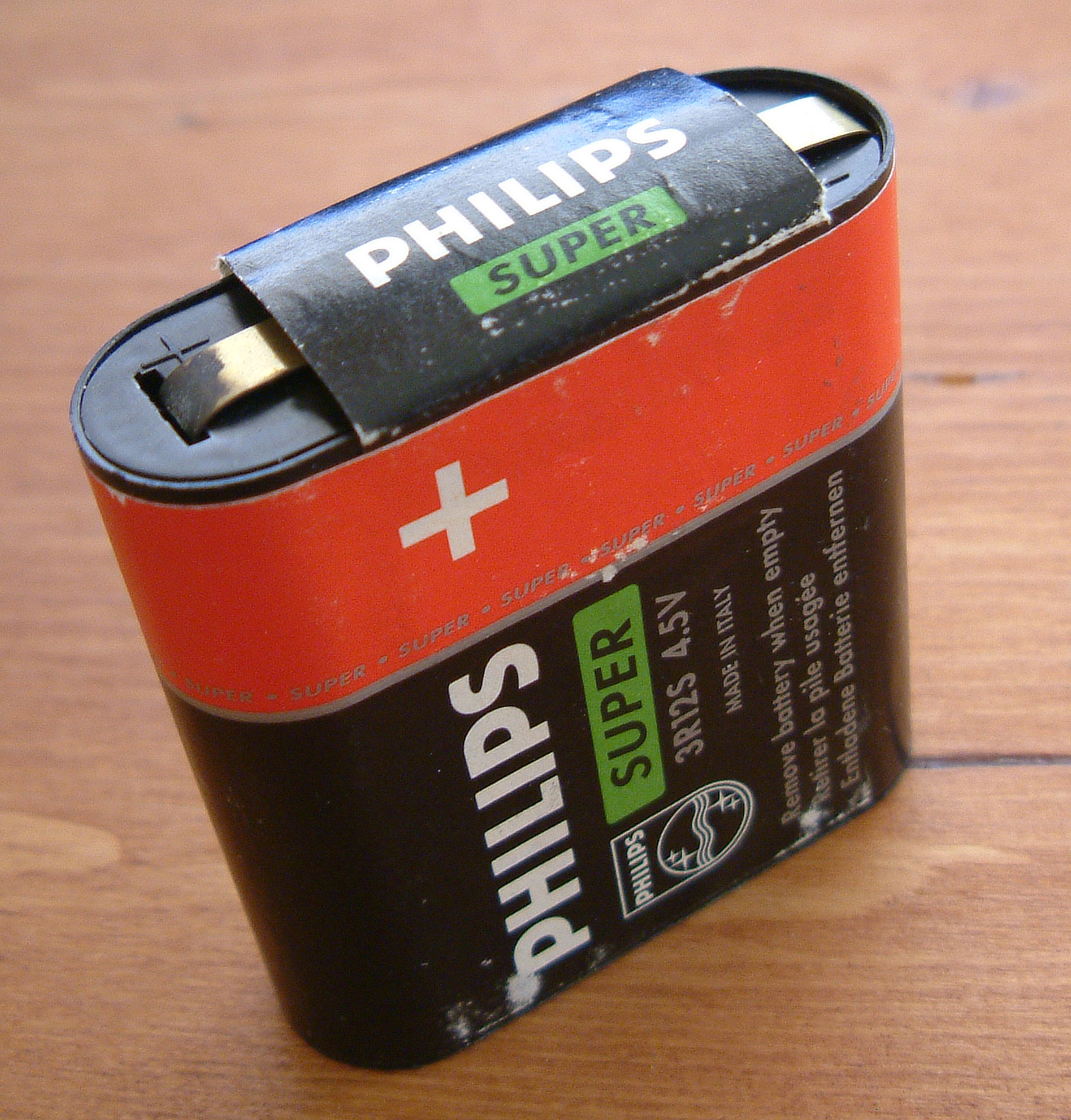
Plochá baterie

Zinko-uhlíkový článek byl vynalezen na základě Leclancheova článku, s nímž má stejné chemické složení. Jeho jméno je odvozeno ze zinku tvořícího zápornou elektrodu a uhlíkové tyčinky, tvořící kladný kontakt článku.

## Složení
Anodu tvoří zinkový kalíšek, který zároveň tvoří vnější obal článku.
Katodu tvoří práškový oxid manganičitý (MnO2, burel), který je pro lepší vodivost smíchán s práškovým uhlíkem. Do této směsi je vložena uhlíková tyčinka umístěná v ose článku.
Elektrolyt tvoří vodný roztok chloridu amonného (NH4Cl, salmiak).
Elektrolyt se v článku nenachází volně kapalný, ale je nasáknut do kladné elektrody (práškové směsi uhlíku a burelu) – odtud pochází staré označení „suchý článek“.
Mezi kladnou elektrodou (práškem) a zinkovým obalem se nachází separátor ze savého papíru kvůli zabránění přímému kontaktu mezi elektrodami a přitom umožňuje průchod elektrolytu mezi elektrodami.

## Konstrukce

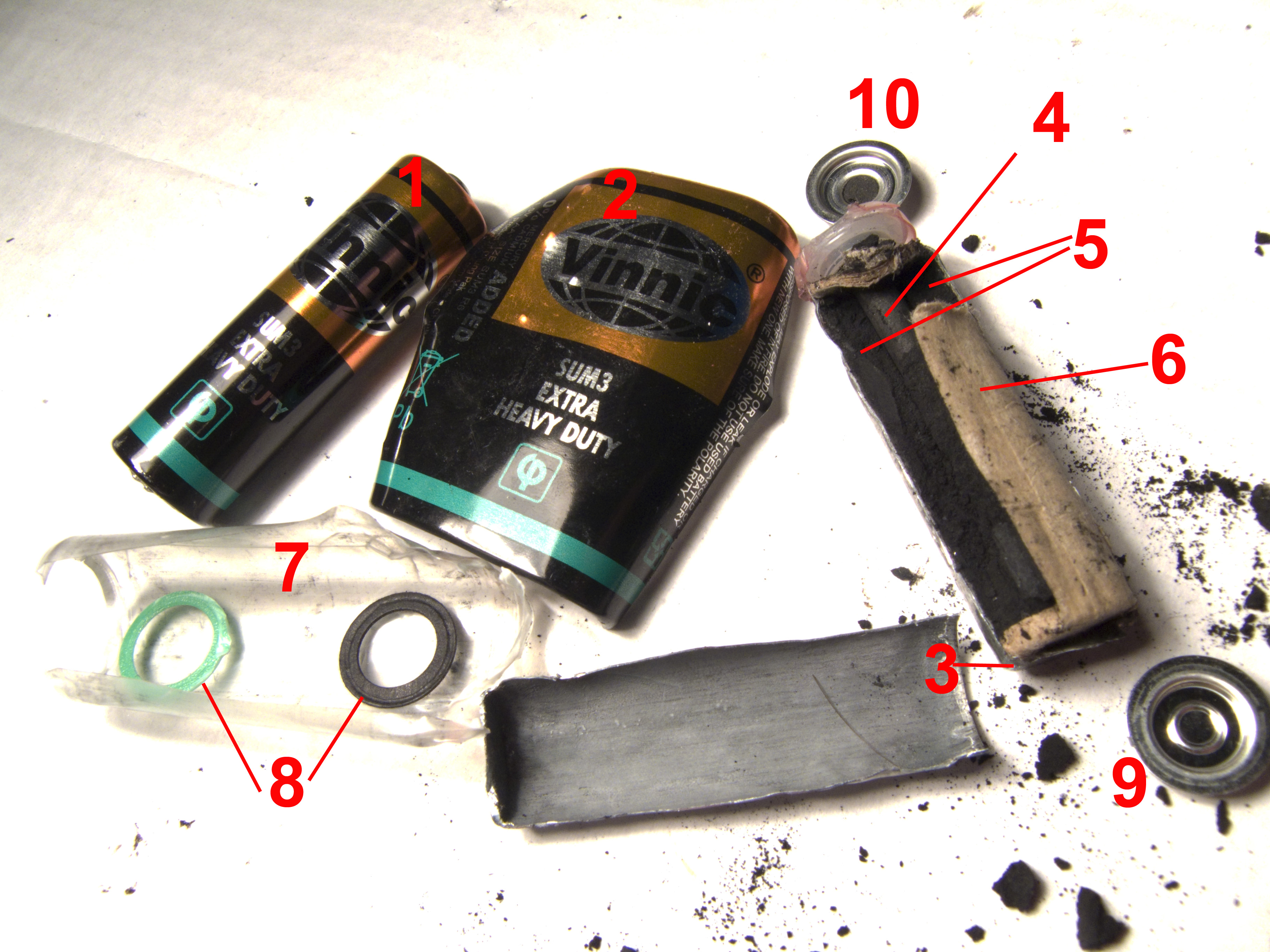
Rozebraný zinko-chloridový článek

Článek je nejčastěji konstruován tak, že zinkový kalíšek tvoří zároveň vnější obal článku. Toto řešení sice snižuje cenu, ale v případě, že zde není přítomen žádný další nepropustný obal, může dojít k vytečení článku. V současnosti bývá přítomna plastiková fólie a/nebo kovový plášť.

## Vytečení článku

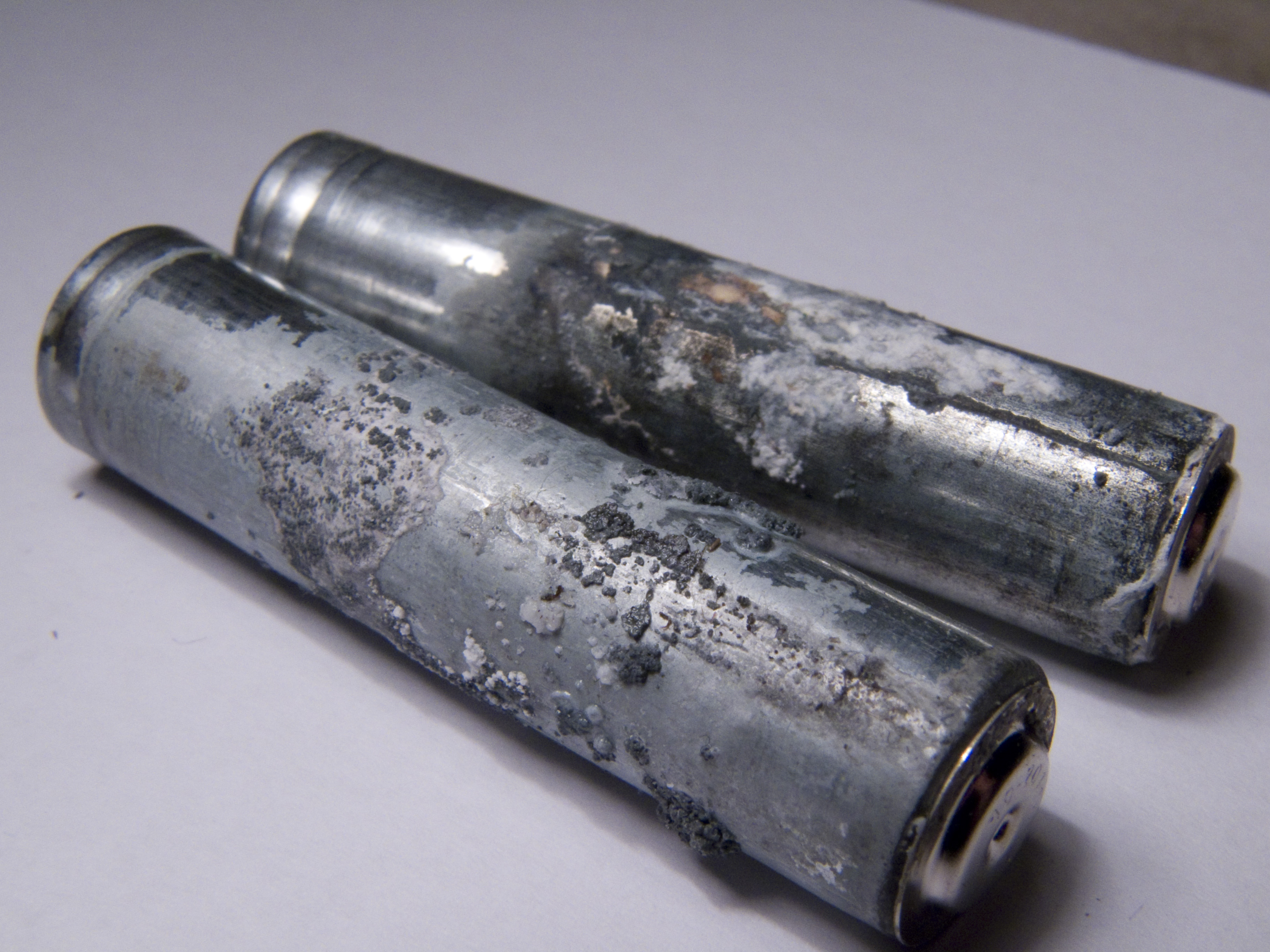
Vytečené a zkorodované články

V průběhu vybíjení je spotřebováván zinek a vytvoří se voda (viz chemické rovnice níže). Při „poddimenzování“ tloušťky zinkového obalu výrobcem může nastat situace, kdy se zinek proděraví a elektrolyt obsahující nyní hodně vody začne vytékat ven a způsobovat korozi uvnitř napájeného přístroje.

## Elektrochemická reakce
Celková reakce:
Zn + 2NH4Cl + 2MnO2 → [Zn(NH3)2]Cl2 + 2MnO(OH)
Na záporné elektrodě:
Zn → Zn2+ + 2e−
Vzniklé zinečnaté ionty následně reagují s amonnými ionty NH4+ = [H(NH3)]+:
Zn2+ + 2[H(NH3)]+ → [Zn(NH3)2]2+ + 2H+
Na kladné elektrodě:
2MnO2 + 2H+ + 2e− → 2MnO(OH)
Tato reakce je poněkud zjednodušená, protože iont H+ se ve skutečnosti ve vodném roztoku nevyskytuje volně, ale je vázán koordinačně-kovalentní vazbou na vodu, čímž vznikne hydroxonium H3O+.

## Vlastnosti
Jmenovité napětí článku je 1,5 V. Bývá vyráběn nejčastěji ve velikostech AAA (mikrotužková baterie), AA (tužková baterie), C (malý monočlánek) a D (velký monočlánek). Kromě toho se vyrábějí také baterie těchto článků: 3 články – „plochá baterie“ a 6 článků – „devítivoltová baterie“.
Ve srovnání s jinými druhy článků (zinko-chloridové, alkalické) nemají takovou kapacitu a schopnost dodávat větší proud. Naopak jejich výhodou je nízká cena. Z těchto důvodů jsou vhodné především pro méně náročné použití např. do hodin a budíků, rádií nebo některých svítilen.
Kapacita tužkové baterie se pohybuje okolo 600–800 mAh při vybíjení proudem 100 mA do konečného napětí 0,9 V.

## Zinko-chloridový článek
Zinko-chloridový článek je vylepšená verze zinko-uhlíkového článku.
Hlavním rozdílem mezi zinko-chloridovým a zinko-uhlíkovým článkem je náhrada elektrolytu z chloridu amonného z větší části za chlorid zinečnatý (ZnCl2). Při výrobě je také použito kvalitnějších chemikálií, což se pozitivně projeví na vyšší životnosti. Označovány bývají jako „heavy duty“ (vysoký výkon). Stále ovšem ani zdaleka nedosahují vlastností alkalických baterií.

### Elektrochemická reakce
reakce katody je proto odlišná
MnO2(s) + H2O(l) + e− → MnO(OH)(s) + OH−(aq)
celková reakce:
Zn(s) + 2 MnO2(s) + ZnCl2(aq) + 2 H2O(l) → 2 MnO(OH)(s) + 2 Zn(OH)Cl(aq)

### Vytečení článku
Záměna elektrolytu se projeví na tvorbě vody v článku. Zatímco v případě klasického zinko-uhlíkového voda vznikala (viz výše v článku uvedena reakce pro ziko-uhlíkový článek) a bylo riziko vytečení do přístroje, v tomto případě se voda při vybíjení spotřebovává, tím pádem je článek na konci své životnosti opravdu suchý.
V současné době je již většina vyráběných článků zinko-chloridových. Najdou se ovšem i výrobci používající staré složení – je totiž o něco levnější.